# 贝拉维斯塔杜托尔多
贝拉维斯塔杜托尔多是巴西圣卡塔琳娜州的一个市镇。总面积534.618平方公里，总人口5718人，人口密度10.7人/平方公里。